# Joseph Poisle Desgranges
Joseph Poisle-Desgranges, né le 23 octobre 1823 à Paris où il est mort dans le 10e arrondissement le 27 décembre 1879, est un romancier et poète français.

## Biographie
Fils de Jean Claude Léonard Poisle-Desgranges, il suit les traces paternelles et intègre l'administration des Postes comme surnuméraire ; toutefois il ne semble pas avoir dépassé le niveau de commis de bureau. En 1843, il épouse, à la mairie de Belleville où il s'est installé, Julie Uranie Tollay, qui lui donnera deux filles. Mais lassée des infidélités répétées de Joseph, son épouse obtient le divorce en 1872. Le 27 décembre 1879, il meurt au 48 rue des Marais (actuelle rue Albert-Thomas) dans le 10e arrondissement, à l'âge de 56 ans.
Poète comme son père, il pratique aussi les jeux de mots, les jeux de société, toujours avec ce souci d'éduquer le lecteur, mais ici plutôt dans le genre moralisateur. Dans Voyage à mon bureau, un roman paru en 1861, Joseph évoque sur un mode humoristique ce qu'il appelle « l'état bureaucratique ». Il a laissé de nombreuses fables et satires.
Fondateur et rédacteur du journal L’Arc en ciel, il est reçu à la Société des gens de lettres, à la Société philotechnique, à l'Académie des poètes, et fut longtemps président de la Société des travaux littéraires, artistiques et scientifiques de Paris.

## Œuvres
- Cent et une fables, 1852 Texte en ligne
- Petit bouquet de pensées, 1860
- Nouvelles en wagon, 1861
- Voyage à mon bureau, aller et retour, 1861 Texte en ligne
- La Philosophie du cœur, ou la Semaine anecdotique, 1862
- Petit bouquet de pensées, 1863
- Rouget de Lisle et la Marseillaise, 1864 Texte en ligne
- Nouvelles fables lues en séances publiques, 1865
- Épître à MM. les hippophages, 1866
- Critiques littéraires, 1866
- L’Impératrice Joséphine, la bien-aimée du peuple, 1866
- La Bosse d’Ésope, suite des Nouvelles Fables, lues en séances publiques, 1866
- Rapport à la Société philotechnique sur la langue musicale universelle de Sudre, 1866
- Les Capucins, satire, 1867
- La bosse d'Esope, 1867
- Le Luxe, satire, 1867
- La Mort du président Lincoln, 1867
- Les Singes, satire, 1867
- L’Arc-en-Ciel, journal littéraire, philosophique et scientifique, 1867-1871
- Les Amis, satire, 1868
- La Chair, satire, 1868
- Les Mécontents, satir, 1868
- Les Poseurs, satire, 1868
- Les Pourceaux, satire, 1868
- Le Véritable langage des fleurs, ou Flore emblématique, 1868
- Les Lionnes de la salle de la Redoute, satire, 1868
- Les Charlatans, satire, 1868
- Les Fainéants, satire, 1868
- Les Femmes, satire, 1868
- M. Viennet, esquisse biographique, 1868
- M. Bertille, notice biographique, 1868
- Les Parvenus, satire, 1868 Texte en ligne
- Les Sabreurs, satire, 1868
- Les Corbeaux, satire, 1869
- Code du savoir-vivre, suivi de Pensées diverses, 1869
- Nouveau manuel du savoir-vivre, ou l’Art de se conduire dans le monde et dans toutes les circonstances de la vie, 1869
- Épître au roi de Prusse, 1870
- Combattre ! Hommage aux membres du Gouvernement de la Défense nationale, 1870
- Pendant l’orage, poèmes nationaux et historiques, 1871
- Le Premier Mars, hommage à la Garde nationale de Paris, 1871
- Paris prussien, hommage à l’amiral Saisset, 1871
- Épître à Bismarck, aux mânes des victimes de la guerre et du bombardement de Paris, 1871 Texte en ligne
- Notice sur Gindre de Mancy (du Jura), l’ami de Béranger et de Rouget de Lisle, 1872
- Le Roman d’une mouche, 1872 Texte en ligne
- Les Jeux innocents de société, 1873
- Les Sonnets impossibles, 1873, avec douze eaux-fortes d'Alfred TaiéeTexte en ligne
- Le Roman à l’eau-forte en douze chapitres inédits, 1874, avec 12 eaux-fortes d'A. TaiéeTexte en ligne
- Le Livre de l’amour, sonnets anacréontiques, 1875, avec un frontispice d'A. Taiée
- Les Péchés capitaux, sonnets, 1875
- Lettre d'outre-tombe à M. Alexandre Dumas, 1875
- Le Saltimbanque, 1875
- Guide du bon maître et du bon domestique, 1876
- Le Jour du vote, poésie, 1877
- Lincoln, poésie, 1877
- Les Deux chansonnettes, poésie, 1877
- L’Enfant du soldat, poésie, 1877 Texte en ligne
- André Chenier, poésie, 1878
- Poésies dramatiques, 1878
- La Petite Laure, poésie, 1879